# Gemuendina
Gemuendina war ein Plattenhäuter der in den Meeren des Unterdevons lebte. Exemplare wurden bisher nur in Deutschland gefunden.

## Merkmale
Aufgrund der gut erhaltenen Fossilien weiß man viel über Gemuendina. Er erreichte bis zu dreißig Zentimeter Länge, die meisten gefundenen Exemplare sind etwas kleiner. Die Brustflossen waren breit und flügelförmig und erinnerten stark an die der Rochen. Der abgeplattete Körper und die oben liegenden Augen und Nasenlöcher sind Anpassungen an das Leben auf dem Grunde eines Flachmeeres, in diesem Fall des Rhenoherzynischen Ozeans. Die Ähnlichkeiten von Gemuendina mit den heutigen Rochen, die sich erst rund 290 Millionen Jahre später ab dem Jura entwickelt haben, haben nichts mit einer näheren Verwandtschaft dieser beiden Gruppen von Meereslebewesen zu tun. Sie sind Ausdruck einer konvergenten, analogen Entwicklung aufgrund der Lebensweise in einem ähnlichen Lebensraum. 
Gemuendina besaß einen mosaikförmigen Panzer aus Plattenknochen. Der Kopf war mit großen Knochenplatten gepanzert, an verschiedenen Körperteilen besaß er weitere kleine Platten. Die Flossen waren ungepanzert. 
Diese miteinander nicht verbundenen Knochenplatten wurden nach dem Tod des Plattenhäuters meist verstreut. Daher wurden bisher nur wenige vollständige Exemplare gefunden. Die Seltenheit solcher Funde sagt nichts über die Häufigkeit von Gemuendina aus.
Die meisten Skelettelemente bestanden aus Knorpeln. Gemuendina besaß keine Zähne, sondern sternförmige Knochenerhebungen auf den Kiefern, die „Tuberkel“ genannt werden. Die Kieferplatten konnten aus dem Maul geschoben werden, um die Beute zu ergreifen. Mit den „Tuberkeln“ konnten auch hartschalige Lebewesen wie Seeigel und Muscheln zermalmt werden.

## Fundort
Die Funde von Gemuendina stammen aus den unterdevonischen Schiefern des Hunsrücks. Der Hunsrückschiefer ist bekannt für die Fossilien aus dem Devonmeer, das sich damals über Mitteleuropa erstreckte. Die wichtigsten Funde stammen aus Bundenbach und aus Gemünden, dem Ort, nach dem Gemuendina benannt wurde. Fossilienfunde von Gemuendina sind im Schlosspark-Museum von Bad Kreuznach in Rheinland-Pfalz zu sehen. Das Artepitheton der Typusart Gemuendina stuertzi ehrt den Geologen und Paläontologen Bernhard Stürtz (1845–1928). Die Art wurde von dem schottischen Paläontologen Ramsay Heatley Traquair 1903 beschrieben.

## Systematik
Gemuendina gehörte der Gruppe der Rhenanida an, von der nur vier Gattungen bekannt sind. Arten dieser Gattungen sind neben Gemuendina stuertzi noch Asterosteus stenocephalus, Jagorina pandora und Bolivosteus chacomensis. Die Rhenanida stehen als Schwestergruppe der Antiarchi an der Basis der Placodermi. Gemuendina gehört in dieser Gruppe zu den ältesten Formen.